# Шпак біловухий
Шпак біловухий (Gracupica floweri) — вид горобцеподібних птахів родини шпакових (Sturnidae).

## Поширення
Поширений у Південно-Східній Азії. Більшість ареалу цього виду знаходиться в Таїланді та на південному заході Китаю, а також у прилеглій частині М'янми, Камбоджі та Лаосу. Трапляється на різноманітних відкритих територіях з розкиданими деревами, луками, культивованими та міськими територіями.